# 조선로동당 1호 청사
조선로동당 1호 청사(朝鮮勞動黨1號廳舍)는 조선민주주의인민공화국 평양직할시 중구역 창광동에 위치한 관저이다. 김정은의 집무실과 비서실이 있다.

## 역사
조선민주주의인민공화국에서는 1호 청사라고 부른다. 대한민국 언론에서는 노동당 본부청사, 노동당 본관이라고도 부른다. 김정은 집무실과 대한민국의 청와대 비서실의 역할을 동시에 수행하는 조선로동당 조직지도부가 여기에 있다. 반면에, 조선로동당 3호 청사는 대남공작을 총지휘하는 곳이다.
조선민주주의인민공화국은 지도자 집무실과 조선로동당 청사 등 주요 시설 지하 수백m 깊이에 방공호를 구축해놓았다. 북한의 지도자가 여기에 숨으면 핵무기를 사용하지 않는 한 제거가 사실상 불가능하다고 한다. 그러나 북한이 핵무기를 사용하면, 높은 확률로 보복을 받기에 한반도 전체가 불바다가 된다.
대구공군기지의 F-15K는 한반도 유사시에 조선민주주의인민공화국 김정은 로동당 위원장의 지하 집무실을 정밀 타격하는 타우루스 미사일을 장착한다. F-15K에 장착하는 SLAM-ER은 270 km 거리에서 오차 1m 이내로 목표물을 타격할 수 있다. 위성위치확인시스템(GPS), 관성항법장치(INS) 등이 적용돼 조선민주주의인민공화국의 방공망을 뚫고 김정은 집무실 창문까지 명중할 수 있다.

## 집무실 외교

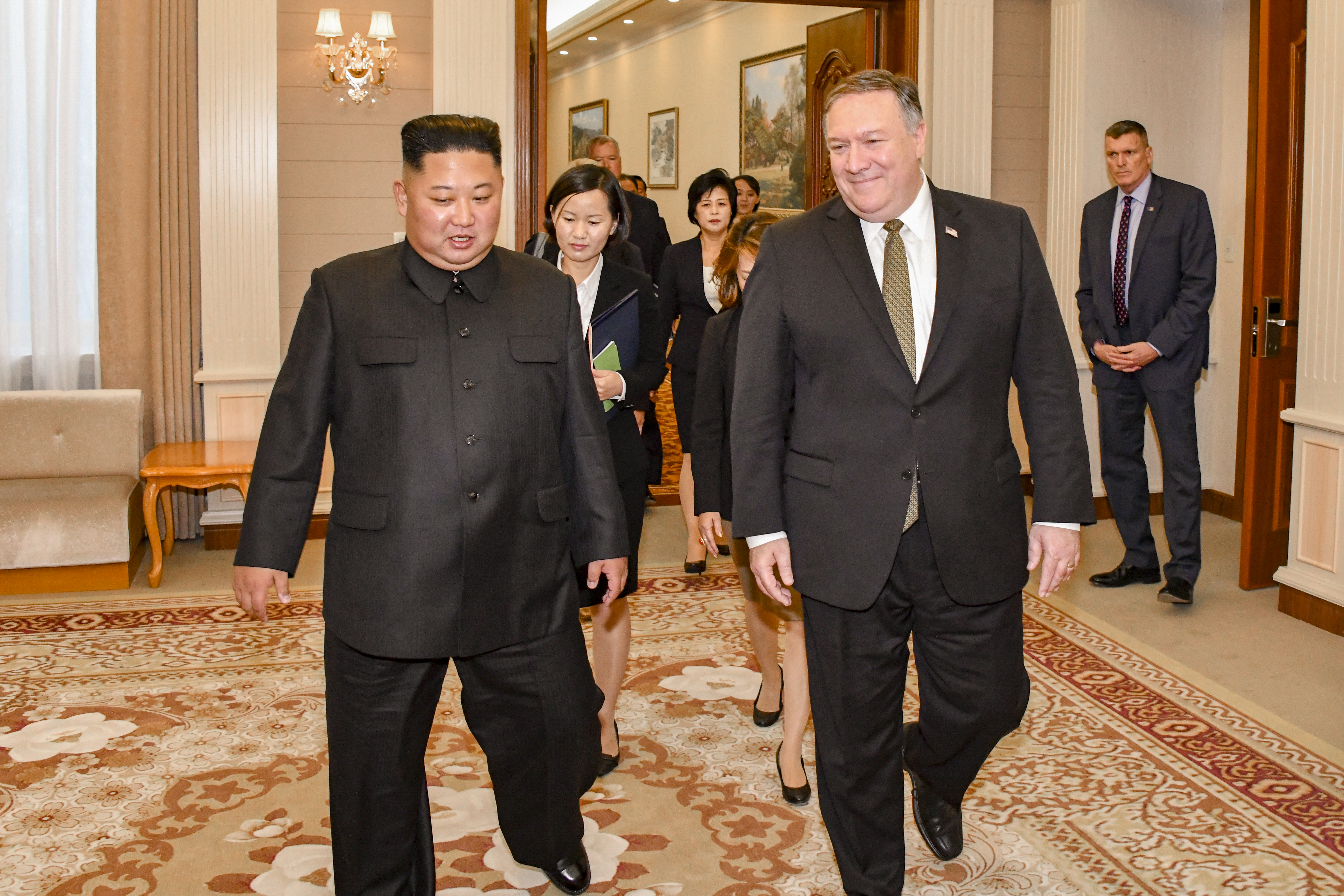
김정은과 마이크 폼페이오 (2018년)

김정은의 아버지인 김정일 국방위원장은 생전에 1호 청사를 절대 공개하지 않았고 성역으로 여겨졌다. '혁명의 수뇌부'로 불리면서 어떤 외부 인사에게도 공개하지 않았다. 그러나 김정은은 마이크 폼페이오 미국 국무장관, 왕이 중국 외교부장, 정의용 대북 특사 등을 1호 청사로 초대해 만찬을 여는 등 "집무실 외교"를 하고 있다.